# Kanton Sergines
Kanton Sergines (fr. Canton de Sergines) byl francouzský kanton v departementu Yonne v regionu Burgundsko. Skládal se z 10 obcí. Zrušen byl po reformě kantonů 2014.

## Obce kantonu
- La Chapelle-sur-Oreuse
- Compigny
- Courlon-sur-Yonne
- Pailly
- Perceneige
- Plessis-Saint-Jean
- Serbonnes
- Sergines
- Thorigny-sur-Oreuse
- Vinneuf